# عبداللطیف موسوی شوشتری
عبداللطیف موسوی شوشتری نویسنده و سفرنامه‌نویس ایرانی دوره قاجار بود. او از نخستین ایرانیانی بود که دربارهٔ جامعه و شیوهٔ کشورداری در غرب نوشت.

## زندگی‌نامه
میرزا عبداللطیف شوشتری از سادات نوریه شوشتر و از نوادگان سید نعمت‌الله جزایری فقیه معروف اواخر دوره صفویه است. سید عبدالطیف در سال ۱۱۷۲ قمری در شهر شوشتر به دنیا آمد و تحصیلات خود را نزد عموی خود سید مرتضی آغاز کرد. در جوانی عاشق سیر و سیاحت شد و به بصره، بغداد حله بروجرد و لرستان رفت و همین عشق او را تا هندوستان نیز کشانید و نتیجه این سفرها کتاب تحفه العالم گشت که دیده‌ها و شنیده‌های او از مردم و ملل مختلف را در بر می‌گیرد.
عبداللطیف موسوی شوشتری جزایری سال‌ها در هندوستان زندگی کرد. پس از بازگشت به ایران در کتاب معروف تحفة العالم خود که آن را در سال ۱۲۱۶ ق/ ۱۸۰۱ م به نگارش درآورد، دربارهٔ برخی از نوآوری‌ها و پیشرفت‌های علمی غرب در زمینه‌های مختلفی چون پزشکی، صنایع، امور نظامی، و اصلاحات مذهبی در غرب اشاراتی دارد. وی همچنین دربارهٔ اصلاحات در ساختار و نهادهای دادگستری، تقسیم و تفکیک قوا، برابری همه مردم در برابر قانون، اصول دموکراسی در غرب، وجود مجلس شورای ملی و انتخابات آزاد و محدود بودن قدرت و اختیارات پادشاه در حکومت و جامعه آگاهی‌هایی را به دست داده‌است.
او در هند با انگلیسیها آشنا شد و در سفرنامه خود از کشف آمریکا و نظرات نیوتن سخن می‌گوید. همچنین جنگ تیپوسلطان با انگلیسیها را شرح می‌دهد.عبداللطیف خان کتاب تحفه العالم را در سال ۱۲۱۶ به پایان برد و در سال ۱۲۱۹ «ذیل تحفه العالم» را به آن اضافه کرد.
او سرانجام در سال ۱۲۲۰ قمری در حیدر آباد دکن به علت بیماری مزمن و ناسازگاری با آب و هوای هند وفات یافت. آثار عبداللطیف دربارهٔ دیدگاه‌های یک ایرانی از جهان نوین آن روزگار دارای اهمیت فوق‌العاده است.